# Frankenschau
Die sonntägliche Sendung Frankenschau ist eine Regionalsendung im BR Fernsehen Nord, die jeden Sonntag von 17:45 Uhr bis 18:30 Uhr aus dem Studio Franken in Nürnberg ausgestrahlt wird.  

## Inhalt und Themen
Jeden Sonntag sendet das BR Fernsehen dieses Programm „aus Franken für Franken“. 45 Minuten lang gibt es Information und Unterhaltung aus der Region. Zwei Kurznachrichtenblöcke pro Sendung, genannt Rückblick, bieten einen Überblick über regionale Ereignisse der vorangegangenen Woche.
Ab 1. Oktober 1978 wurde sonntäglich unter dem Titel Frankenchronik unter der Leitung von Manfred Boos die später in Frankenschau umbenannte Sendung ausgestrahlt. Seither wurden mehr als 1300 Folgen ausgestrahlt.
Während die Sendung Frankenschau im BR Fernsehen Nord ausgestrahlt wird, wird gleichzeitig im BR Fernsehen Süd die Sendung Schwaben & Altbayern ausgestrahlt.
Auch werktags gibt es eine Regionalsendung aus dem Studio Franken, die Frankenschau aktuell.